# Portovenere, Cinque Terre e as Ilhas (Palmaria, Tino e Tinetto)
A costa da Ligúria entre as Cinque Terre e Portovenere é uma paisagem cultural de grande valor cénico. A disposição das aldeias e a forma da paisagem envolvente, em que a ocupação humana teve de lidar com os grandes declives do terreno, contêm preciosos dados sobre a história desta região.